# Ramón Tejedor
Pour les articles homonymes, voir Tejedor.
Ramón Aurelio Tejedor Sanz, né le 18 février 1955 à Saragosse, est un homme politique espagnol membre du Parti socialiste ouvrier espagnol (PSOE). Il est président de la Députation générale d'Aragon par intérim en 1995.

## Biographie

### Formation et vie professionnelle
Il étudie les sciences physiques à l'université de Saragosse, où il passe sa licence avec succès. Également diplômé en génie de l'environnement, en administration des entreprises et en histoire de la science, il devient fonctionnaire du corps des ingénieurs industriels de la Députation générale d'Aragon.

### Débuts et ascension en politique
Il siège au comité provincial du PSOE de Saragosse en 1978, puis entre 1980 et 1981. Au cours des élections du 8 mai 1983, il est élu à 28 ans député aux Cortes d'Aragon dans la province de Saragosse. En 1986, il est nommé directeur de l'Institut technologique d'Aragon (ITA).
Il remporte un deuxième mandat de parlementaire à l'occasion des élections du 10 juin 1987, occupant alors la sixième place sur la liste de Santiago Marraco dans la province de Saragosse. Il est alors choisi comme porte-parole suppléant du groupe socialiste, désormais dans l'opposition. Il quitte la direction de l'ITA en 1989, et prend en 1991 le poste de vice-président du conseil social de l'université de Saragosse.
Il est reconduit en sixième position de la liste du PSOE dans la circonscription de Saragosse, conduite par José Marco, dans le cadre des élections du 26 mai 1991. Il obtient ainsi son troisième mandat aux Cortes d'Aragon.
Le 17 septembre 1993, à 38 ans, Ramón Tejedor se voit nommé conseiller à la Présidence et aux Relations institutionnelles dans le conseil de gouvernement que forme Marco au lendemain de son investiture par une motion de censure. Il se situe juste après le chef de l'exécutif autonomique dans l'ordre protocolaire.

### Président de la Députation générale par intérim
Ayant remis sa démission, Marco est relevé de ses fonctions le 20 janvier 1995. Dans l'attente de l'investiture de son successeur, Tejedor prend l'intérim de la présidence de la Députation générale. Le 1er février, les Cortes refusent définitivement la désignation d'Ángela Abós et les forces politiques acceptent le maintien d'un gouvernement intérimaire jusqu'aux élections, prévues le 28 mai 1995. Il affirme alors vouloir « changer la manière de faire de la politique du gouvernement d'Aragon, en retrouvant la normalité, le climat de confiance et de dialogue avec les citoyens », critiquant durement le fonctionnement adopté par son prédécesseur.

### Cadre de l'opposition puis des gouvernements Iglesias
Pour les élections autonomiques, il est investi à la deuxième place de la liste de Saragosse, dont la direction revient à Carlos Piquer. À l'ouverture de la législature, le nouveau chef de file du PSOE Aragon Marcelino Iglesias le charge de défendre la position du groupe socialiste, de retour dans l'opposition. Il cède ses fonctions exécutives au conservateur Santiago Lanzuela le 11 juillet. Ramón Tejedor est désigné en juin 1996 comme porte-parole parlementaire du groupe socialiste aux Cortes d'Aragon, après avoir occupé les fonctions de porte-parole adjoint à Carlos Piquer depuis le 4 septembre 1995. Il le reste jusqu'à la fin de la législature.
Il postule à un cinquième mandat aux élections du 13 juin 1999, mais seule la treizième place lui est accordée sur la liste du PSOE que mène Iglesias dans la province de Saragosse. Le jour du scrutin, les socialistes ne remportent que 11 sièges, ce qui conclut à 44 ans sa carrière parlementaire. Le 8 septembre cependant, le conseiller à la Présidence et aux Relations institutionnelles José Ángel Biel le nomme secrétaire général aux Relations avec les Cortes.

### Après la politique
Il est relevé de ces responsabilités après huit ans et devient le 25 juillet 2007 directeur général de la Corporación Aragonesa de Radio y Televisión (CARTV). À la suite de l'alternance de 2011, le nouveau gouvernement autonomique présidé par Luisa Fernanda Rudi décide de se séparer de lui le 28 septembre. Les socialistes étant revenus au pouvoir après les élections du 24 mai 2015, Ramón Tejedor est choisi le 23 juillet comme directeur de l'Institut de l'équipement d'Aragon (IAF) par la conseillère à l'Économie, à l'Industrie et à l'Emploi de la Députation générale.